# Becsehely
Becsehely là một thị trấn thuộc hạt Zala, Hungary. Thị trấn này có diện tích 36,07 km², dân số năm 2010 là 2076 người, mật độ 58 người/km².